# ブリザード・オブ・オズ〜血塗られた英雄伝説
『ブリザード・オブ・オズ〜血塗られた英雄伝説』（原題：Blizzard of Ozz）は、オジー・オズボーンが1980年に発表したスタジオ・アルバム。

## 解説
ブラック・サバス脱退後、オズボーンはランディ・ローズ（元クワイエット・ライオット）、ボブ・デイズリー（元レインボー）、リー・カースレイク（元ユーライア・ヒープ）といったメンバーを迎えた自身のバンドを結成して、ソロ名義では初の作品となる本作を発表した。
ローズのギター演奏は高く評価され、音楽評論家のSteve Hueyはallmusic.comにおいて「ヴァン・ヘイレンのファースト・アルバムと並び、1980年代のメタル・ギターの基本となった」「クラシック・ギターのテクニックと音階を応用することで、エディ・ヴァン・ヘイレンと同様、徹底的にルールブックを書き換えた」と評している。また、『Guitar World』誌が選出した「100 Greatest Guitar Solos」では、「クレイジー・トレイン」のギター・ソロが9位に、「ミスター・クロウリー＜死の番人＞」のギター・ソロが28位に達した。
本作からの第1弾シングル「クレイジー・トレイン」は、全英シングルチャートで49位ビルボード誌のメインストリーム・ロック・チャートで9位に達した。第2弾シングル「ミスター・クロウリー」は全英46位に達した。
2002年に発売されたリマスター盤では、シングル「クレイジー・トレイン」のカップリング曲「ユー・ルッキン・アット・ミー、ルッキン・アット・ユー」がボーナス・トラックとして追加収録されたのに加えて、ベースとドラムスのパートが、当時オズボーンのバンドに在籍していたロバート・トゥルージロとマイク・ボーディンの演奏に差し替えられた。
2011年発売の「レガシー・エディション」では、計3曲のボーナス・トラックが収録され、また、ベースとドラムスのトラックもデイズリーとカースレイクの演奏に戻された。
2020年9月18日、アルバム発売から40周年を記念して「Blizzard of Ozz 40th Anniversary Expanded Edition」としてストリーミング・サービスで販売及び配信された。

## 収録曲
特記なき楽曲はオジー・オズボーン、ランディ・ローズ、ボブ・デイズリーの共作。4.はインストゥルメンタル。
1. アイ・ドント・ノウ - I Don't Know  - 5:16
2. クレイジー・トレイン - Crazy Train - 4:56
3. グッバイ・トゥ・ロマンス - Goodbye to Romance - 5:35
4. ディー - Dee (Randy Rhoads) - 0:49
5. スーサイド・ソリューション＜自殺志願＞ - Suicide Solution - 4:18
6. ミスター・クロウリー＜死の番人＞ - Mr. Crowley - 5:02
7. ノー・ボーン・ムービーズ - No Bone Movies (Ozzy Osbourne, R. Rhoads, Bob Daisley, Lee Kerslake) - 3:52
8. レヴェレイション（マザー・アース）＜天の黙示＞ - Revelation (Mother Earth) - 6:09
9. スティール・アウェイ（ザ・ナイト） - Steal Away (The Night) - 3:28

### 2002年リマスター盤ボーナス・トラック
1. ユー・ルッキン・アット・ミー、ルッキン・アット・ユー - You Lookin' at Me, Lookin' at You - 4:14

### 2011年レガシー・エディション盤ボーナス・トラック
1. ユー・ルッキン・アット・ミー、ルッキン・アット・ユー - You Lookin' at Me, Lookin' at You - 4:14
2. グッバイ・トゥ・ロマンス（2010ギター&ヴォーカル・ミックス）- Goodbye to Romance (2010 Guitar & Vocal Mix) - 5:47
3. RR - RR (R. Rhoads) - 1:13

### 2020年エクスパンデッド・デジタル・エディション・ボーナス・トラック
1. アイ・ドント・ノウ - I Don’t Know – from Ozzy Live
2. クレイジー・トレイン - Crazy Train – from Ozzy Live
3. ミスター・クロウリー＜死の番人＞ - Mr. Crowley – from Ozzy Live
4. レヴェレイション（マザー・アース）＜天の黙示＞ - Revelation (Mother Earth) – from Ozzy Live
5. スティール・アウェイ（ザ・ナイト） - Steal Away (The Night) – from Ozzy Live
6. スーサイド・ソリューション＜自殺志願＞ - Suicide Solution – from Ozzy Live
7. ユー・セイド・イット・オール - You Said It All (live) – from Mr Crowley EP

## 他メディアでの使用例
- ビデオゲーム『Guitar Hero World Tour』（2008年）で、「クレイジー・トレイン」と「ミスター・クロウリー＜死の番人＞」が使用された[11]。
- アメリカ映画『メガマインド』（2010年）で「クレイジー・トレイン」が使用された[12]。ただし、同作のオリジナル・サウンドトラック・アルバムには収録されていない。

## 参加ミュージシャン
- オジー・オズボーン - ボーカル
- ランディ・ローズ - ギター
- ボブ・デイズリー - ベース
- リー・カースレイク - ドラムス、パーカッション
- ドン・エイリー - キーボード

2002年リマスター盤
- ロバート・トゥルージロ - ベース
- マイク・ボーディン - ドラムス、パーカッション
- ダニー・セイバー - チューブラーベル